# Arnaldo Faccioli
Arnaldo Faccioli (Villafranca di Verona, 14 maggio 1925 – Villafranca di Verona, 1º marzo 2016) è stato un ciclista su strada italiano.
Professionista e indipendente dal 1949 al 1956, ottenne alcuni successi minori e si classificò secondo al Giro del Lazio 1952 e alla Milano-Modena 1953.

## Palmarès
- 1946 (dilettanti)

Vicenza-Bionde
- 1948

Gran Premio San Rocco - Isorella
- 1949

Gran Premio San Rocco - Isorella
- 1952

Gran Premio di Meldola

## Piazzamenti

### Classiche monumento
- Milano-Sanremo

1950: 86º
1952: 35º
1953: 72º
1954: 74º
- Giro di Lombardia

1949: 62º
1953: 31º